# Wyspiak trzustki
Wyspiak trzustki – grupa guzów neuroendokrynnych zlokalizowanych w trzustce. Wywodzą się z komórek wysp trzustkowych często zachowując cechy sekrecji hormonów. Stanowią 1,3% wszystkich nowotworów złośliwych trzustki.

## Podział
Zasadniczo nie różni się od podziału guzów neuroendokrynnych i polega na różnicowaniu ze względu na wydzielany hormon.
- insulinoma
- somatostatinoma
- glukagonoma
- VIPoma
- gastrinoma
- wyspiaki nieczynne hormonalnie

## Objawy kliniczne
Są zależne od typu guza i rodzaju wydzielanego hormonu, średnio w 34% przypadków.

## Leczenie

### Chirurgiczne
- wycięcie guza w pierwotnej lokalizacji
- jednoczesne wycięcie guza i przerzutów do wątroby (gdy możliwe usunięcie 90% przerzutów)
- leczenie paliatywne mające na celu zmniejszenie masy guza i/lub przerzutów

### Zachowawcze
- Chemioterapia
  - streptozotocyna
  - 5-fluorouracyl
  - doksyrubicyna
  - cisplatyna
  - etopozyd
- Terapia radioizotopowa
  - znakowane izotopem promieniotwórczym analogi somatostatyny
- Terapia celowana
  - analogi somatostatyny krótko i długo działające
  - interferon alfa

## Klasyfikacja ICD10
| kod ICD10     | nazwa choroby                                                                    |
| ------------- | -------------------------------------------------------------------------------- |
| ICD-10: C25   | Nowotwór złośliwy trzustki                                                       |
| ICD-10: C25.0 | Głowa trzustki                                                                   |
| ICD-10: C25.1 | Trzon trzustki                                                                   |
| ICD-10: C25.2 | Ogon trzustki                                                                    |
| ICD-10: C25.3 | Przewód trzustkowy                                                               |
| ICD-10: C25.4 | Nad brzusze                                                                      |
| ICD-10: C25.7 | Inna część trzustki                                                              |
| ICD-10: C25.8 | Zmiana przekraczająca granice trzustki                                           |
| ICD-10: C25.9 | Trzustka, nie określona                                                          |
| ICD-10: D13   | Nowotwór niezłośliwy innych i niedokładnie określonych części układu pokarmowego |
| ICD-10: D13.7 | Część wewnątrzwydzielnicza trzustki                                              |